# Bietouw
De bietouw (ook: biedouw) (Chrysanthemoides monilifera (L.) syn. Osteospermum moniliferum (L.)) (Afrikaans: Bietou, Boetabessie, Bokbessie, Skilpadkos) is een endemische plant van Zuid-Afrika uit de familie Asteraceae die voorkomt in de kuststreken van de West-Kaap. Het is een flinke struik tot meer dan een meter hoog die sterk vertakt is met bladeren die in vorm kunnen variëren, maar vaak omgekeerd-eirond of lancetvormig zijn. Ze zijn vaak 3,5-5 cm lang en 1-3 cm breed. Het jonge blad is wollig behaard. Het is een geharde struik met grijsgroen blad die in het voorjaar bloeit met gele madeliefachtige bloemen. De struiken worden soms als hagen aangeplant en aan de kust gebruikt tegen het verstuiven van duinen. De plant houdt van zon en matig water. De as van de plant bevat veel alkali en werd soms gebruikt voor de zeepbereiding.
De besachtige vruchten worden door vogels gegeten en zijn ook voor de mens eetbaar. Ze zijn vlezig en daarmee enig in hun soort onder de Asteraceae van Zuid-Afrika. Ze zijn ongeveer 6 mm in doorsnee. Rijp krijgen ze een paarse kleur. De Khoi gebruikten ze als voedsel.
De Zuid-Afrikaanse Rode Lijst plaatst de soort in het geslacht Osteospermum en onderscheidt een aantal ondersoorten die alle als van minste zorg (LC) op de lijst staan:
- O.m. canescens
- O.m. moniliferum
- O.m. pisiferum
- O.m. rotundatum
- O.m. septentrionale